# Parc de Tamar
Le parc de Tamar (添馬公園, Tamar Park) est un parc public situé dans le quartier d'Admiralty (en) à Hong Kong. Construit sur 1,76 hectares avec le concept de « vert perpétuel », il occupe 80% de l'espace public du site de Tamar et est géré par le département des loisirs et des services culturels du gouvernement de Hong Kong. Il est entouré par Harcourt Road (en), Legislative Council Road, Tim Mei Avenue (en), Tim Wa Avenue et Lung Wo Road. Le complexe du gouvernement central (en) et le complexe du Conseil législatif (en) sont adjacents au parc de Tamar.

## Histoire
Le projet de développement de Tamar est relancé lorsque le chef de l'exécutif de Hong Kong, Donald Tsang, annonce dans son allocution politique pour l'exercice 2006 que les bureaux du gouvernement central (en), le bâtiment du conseil législatif et le bureau du chef de l'exécutif (en) seraient transférés sur le site de Tamar à Admiralty.
Le gouvernement de Hong Kong annonce quatre plans de conception pour la construction du nouveau siège social du gouvernement le 26 mars 2007. L'un des plans de conception nommé « Tamar pour le public » (公眾的添馬) suggère la construction d'espace pour le public selon la théorie de la « terre toujours verte » (地常綠), et qui serait relié à la promenade de front de mer de Wanchai quand le secteur public sera construit. Ce projet est finalement accepté par le gouvernement et la construction commence en février 2008 avec une cérémonie de remise des prix qui se tient le 25 janvier 2011,.
Alors que la cérémonie d'ouverture des bureaux du gouvernement central (en) se tient en présence du vice-premier ministre de la République populaire de Chine Li Keqiang le 18 août 2011 et que le déplacement sur place commence, le parc de Tamar ouvre au public le 10 octobre de cette année,,.

## Installations
Le parc a un petit amphithéâtre avec une salle de spectacle en bois et des places assises pour environ 240 personnes. Il dispose également d'une installation aquatique et d'une galerie/café, iBakery Gallery Café, géré par le groupe d'hôpitaux de Tung Wah (en), Le parc a de l'Axonopus compressus pour l'herbe, et du Chukrasia tabularis, Michelia chapensis, Cinnamomum camphora, Bauhinia variegata, Ficus microcarpa et Bauhinia blakeana, l'emblème végétal de Hong Kong, ainsi que 400 autres variétés différentes.

## Sculptures et installations publiques

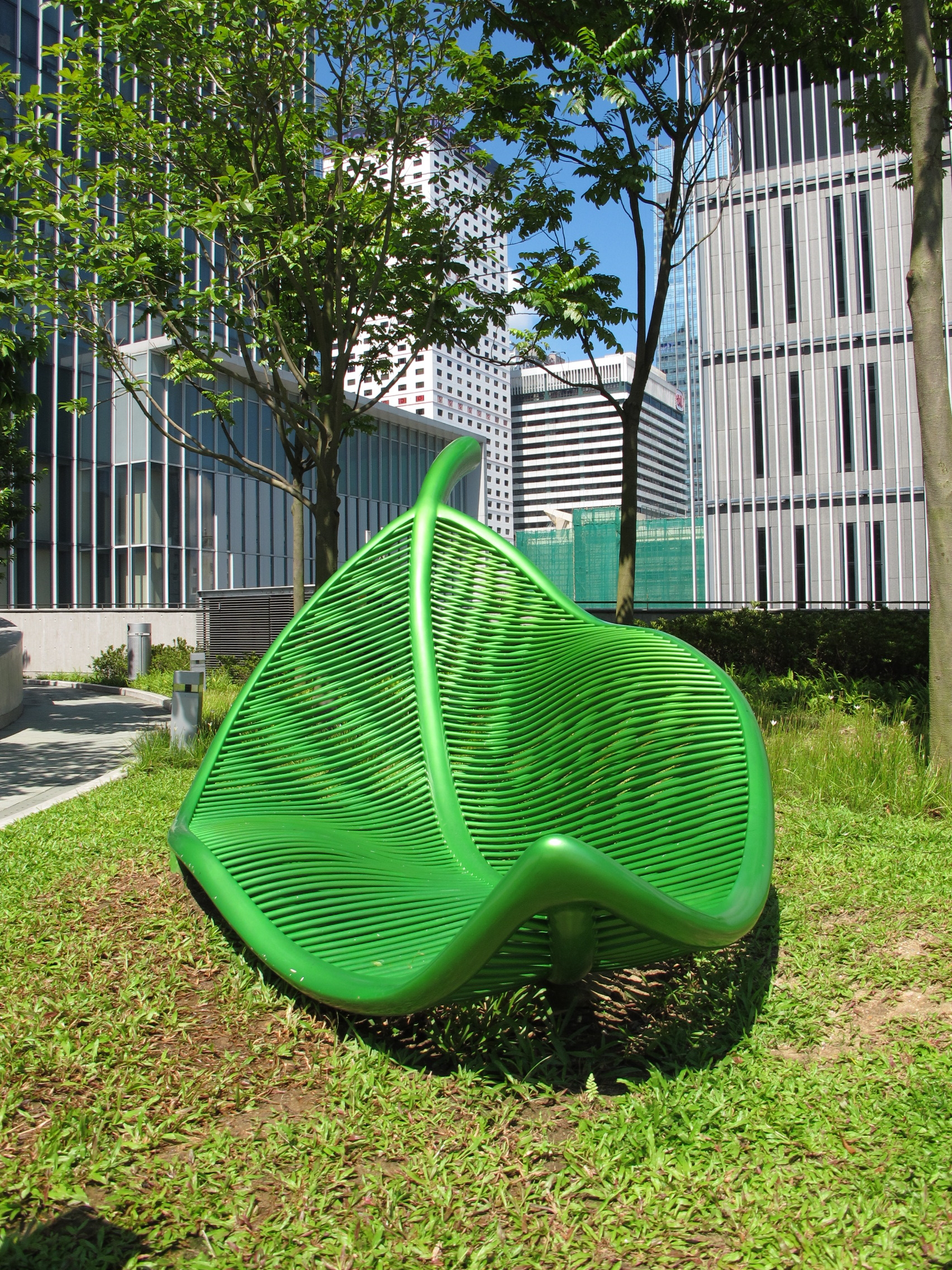
Photosynthèse en mouvement.
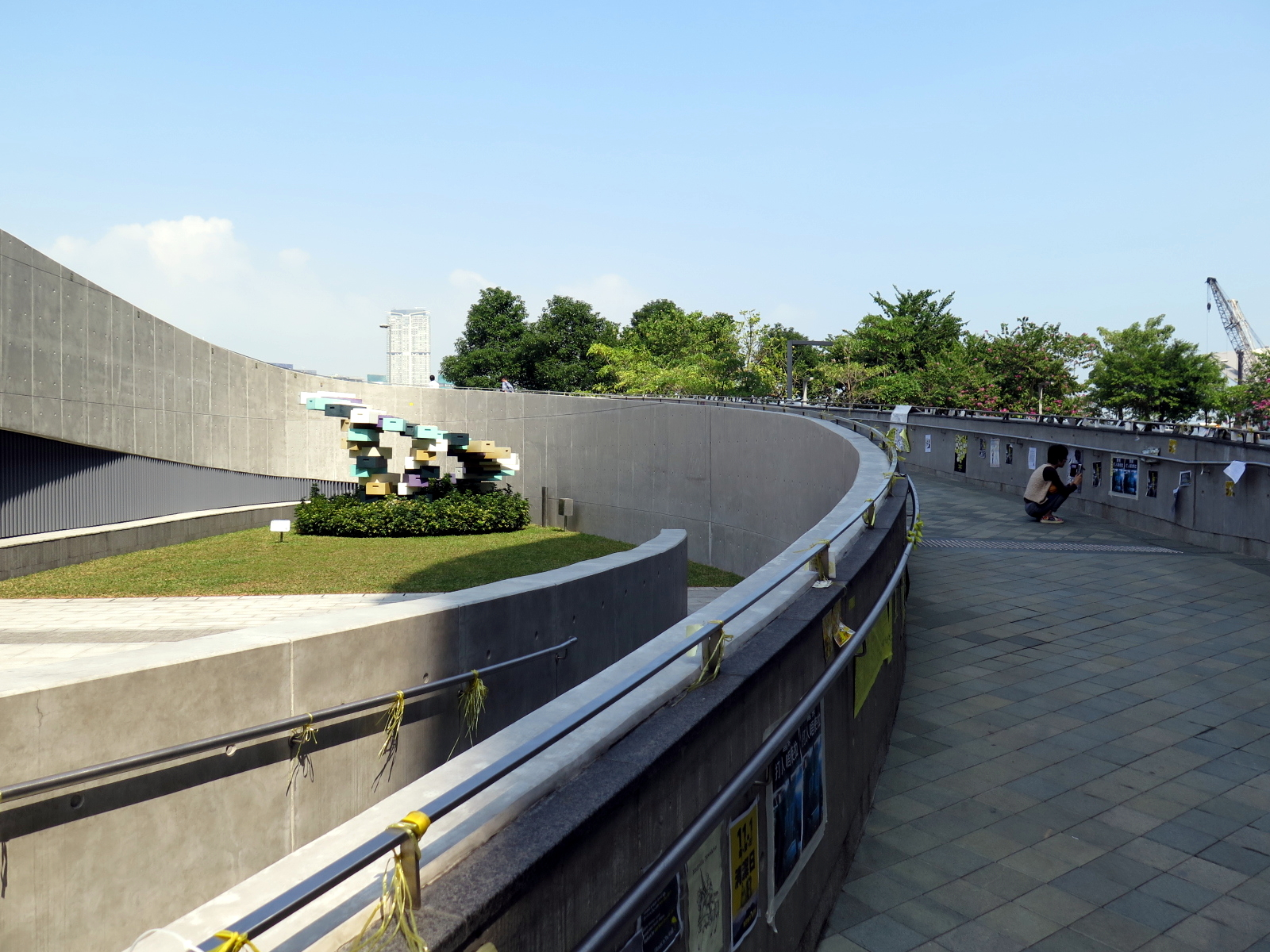
Cour de sculptures du marché aux fruits.
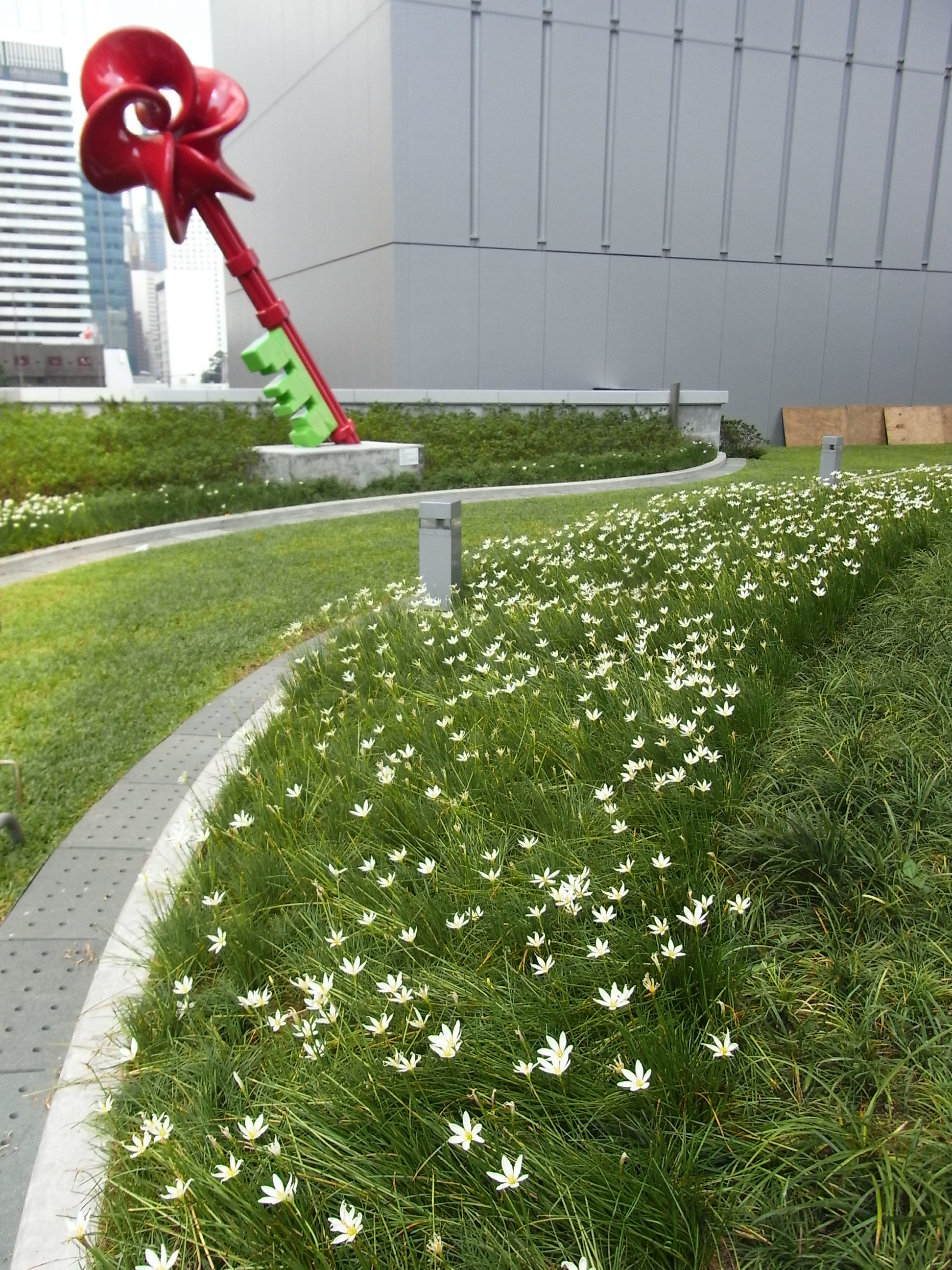
Sculpture de clé rouge.
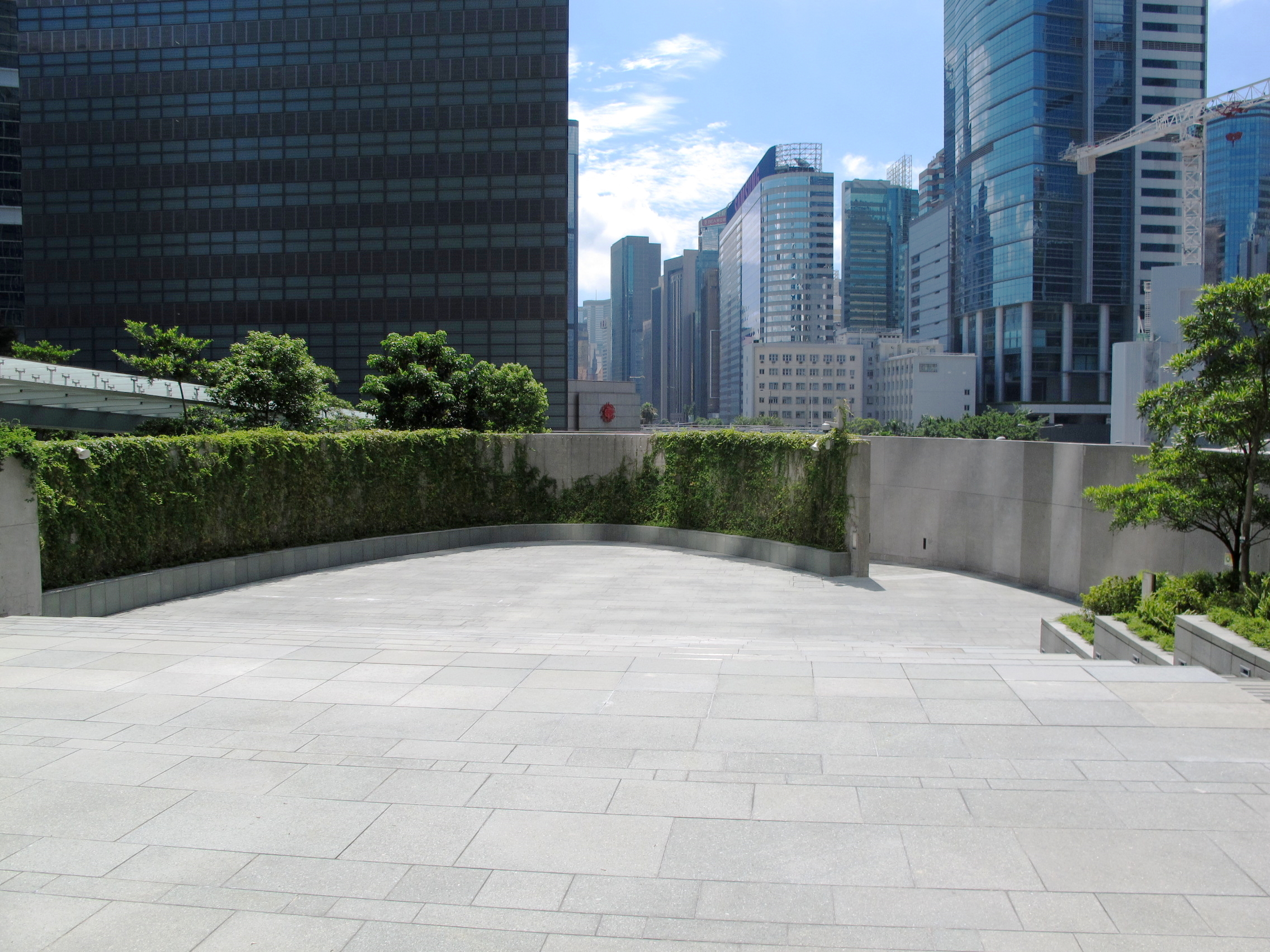
Amphithéâtre de Tamar.
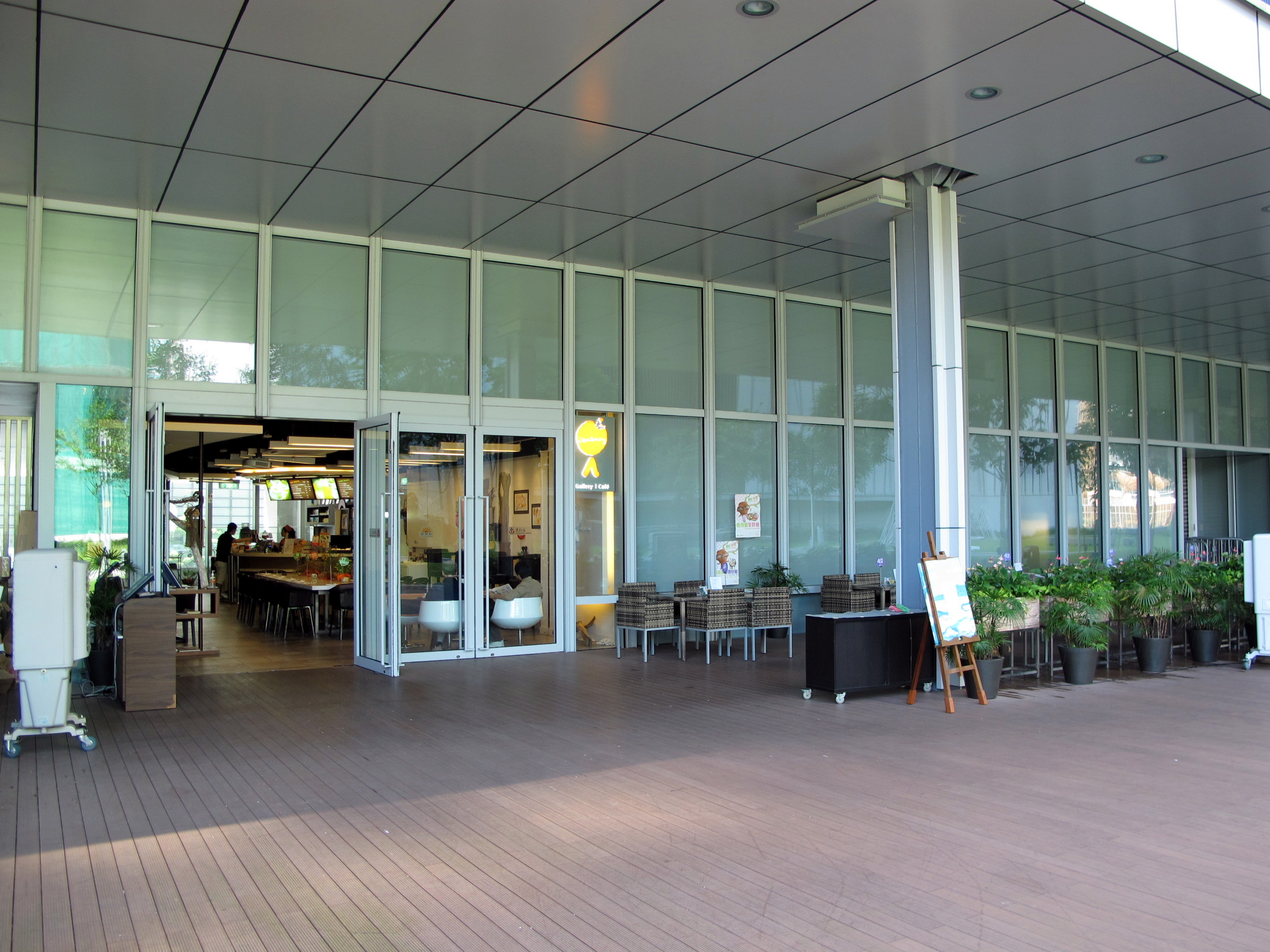
IBakery Gallery Café.

## Bâtiments
Les ailes est et ouest des bureaux du gouvernement central du gouvernement de Hong Kong sont situées au sud-est et au sud-ouest du parc de Tamar. Le bureau du chef de l'exécutif est situé au nord-ouest du parc et le complexe du conseil législatif est situé au nord-est. Depuis le parc, les visiteurs peuvent voir Victoria Harbour et la ligne d'horizon de Tsim Sha Tsui.

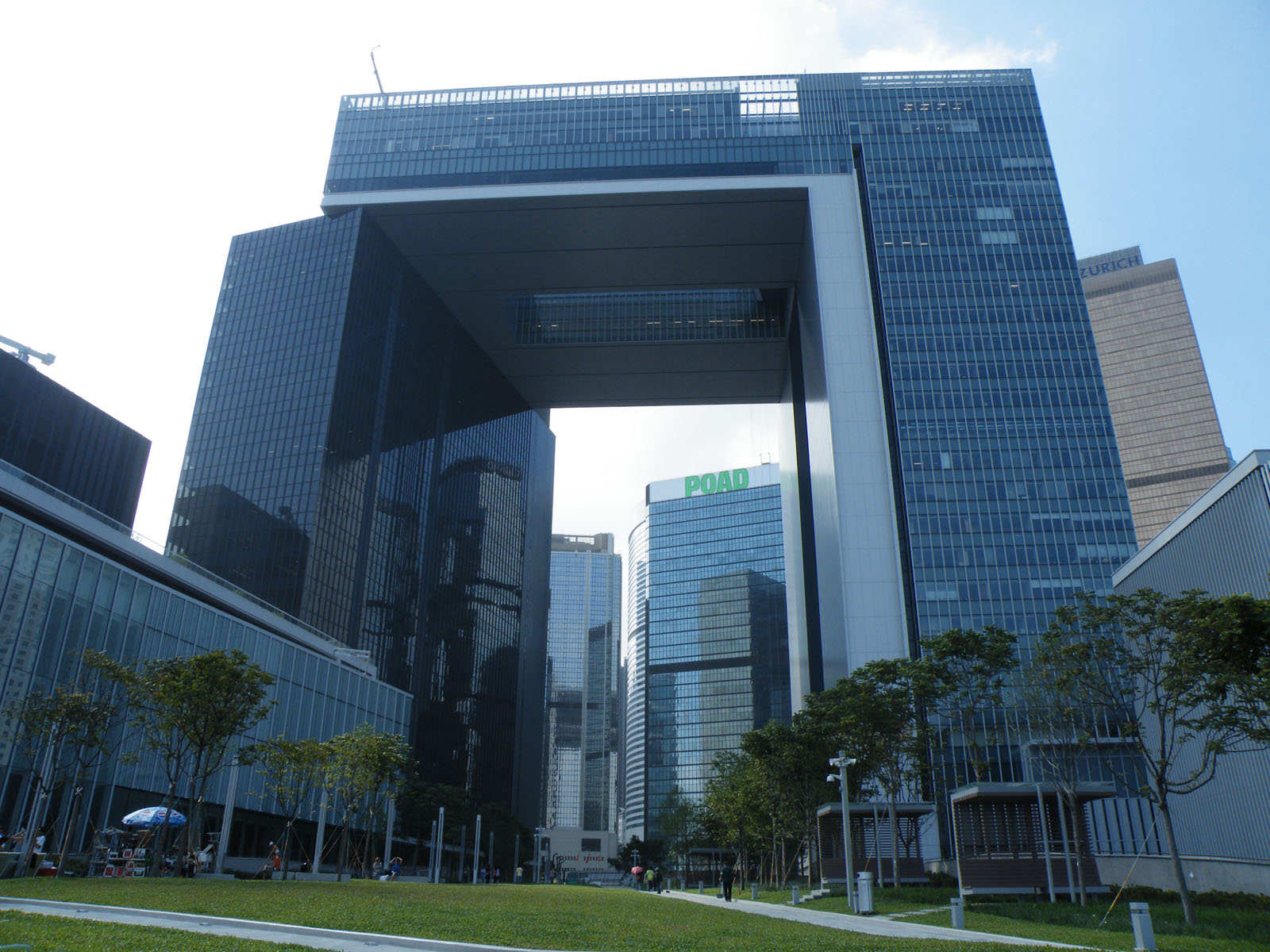
Bâtiment des ailes est et ouest des bureaux du gouvernement central.
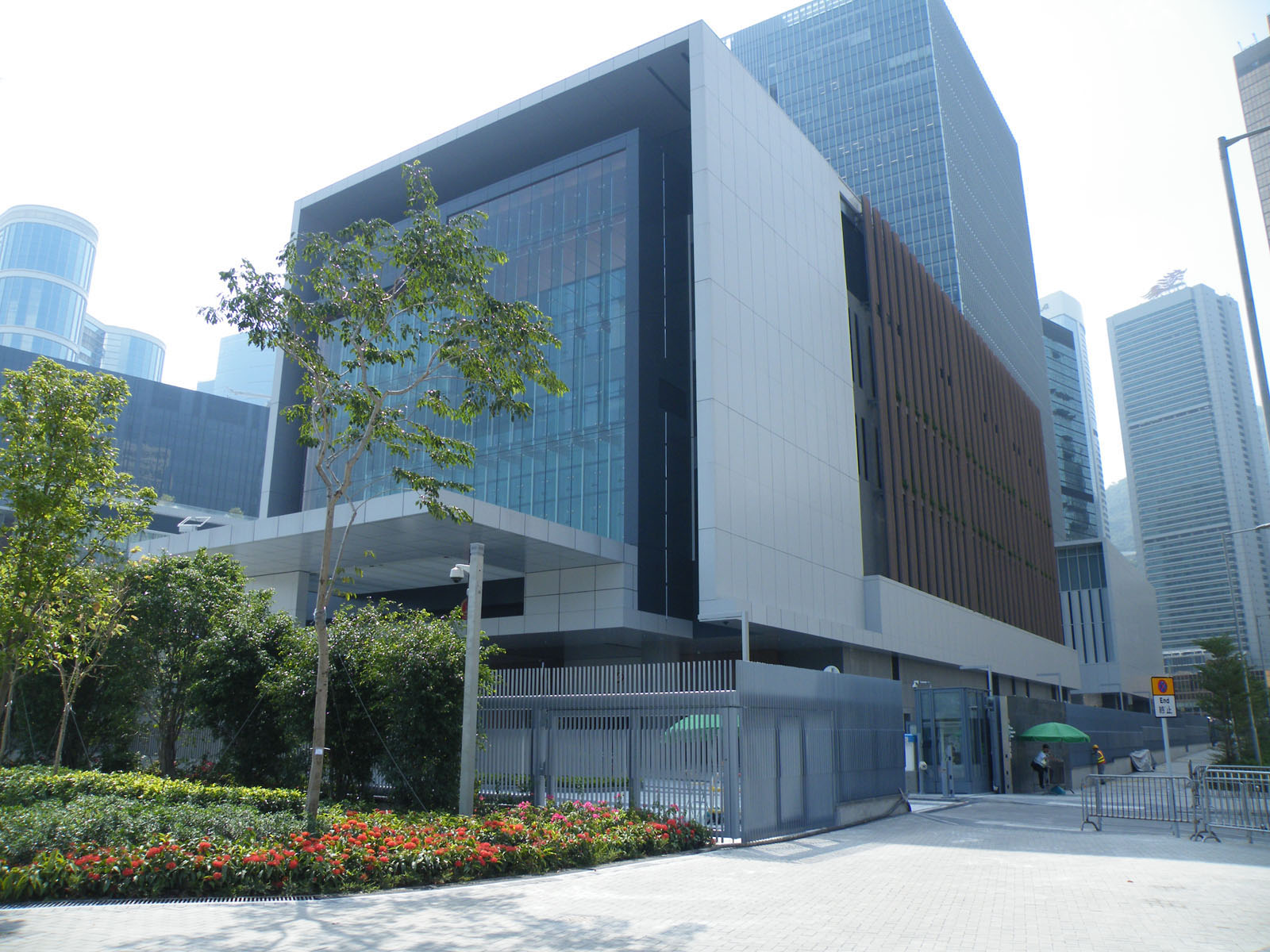
Bureau du chef de l'exécutif.
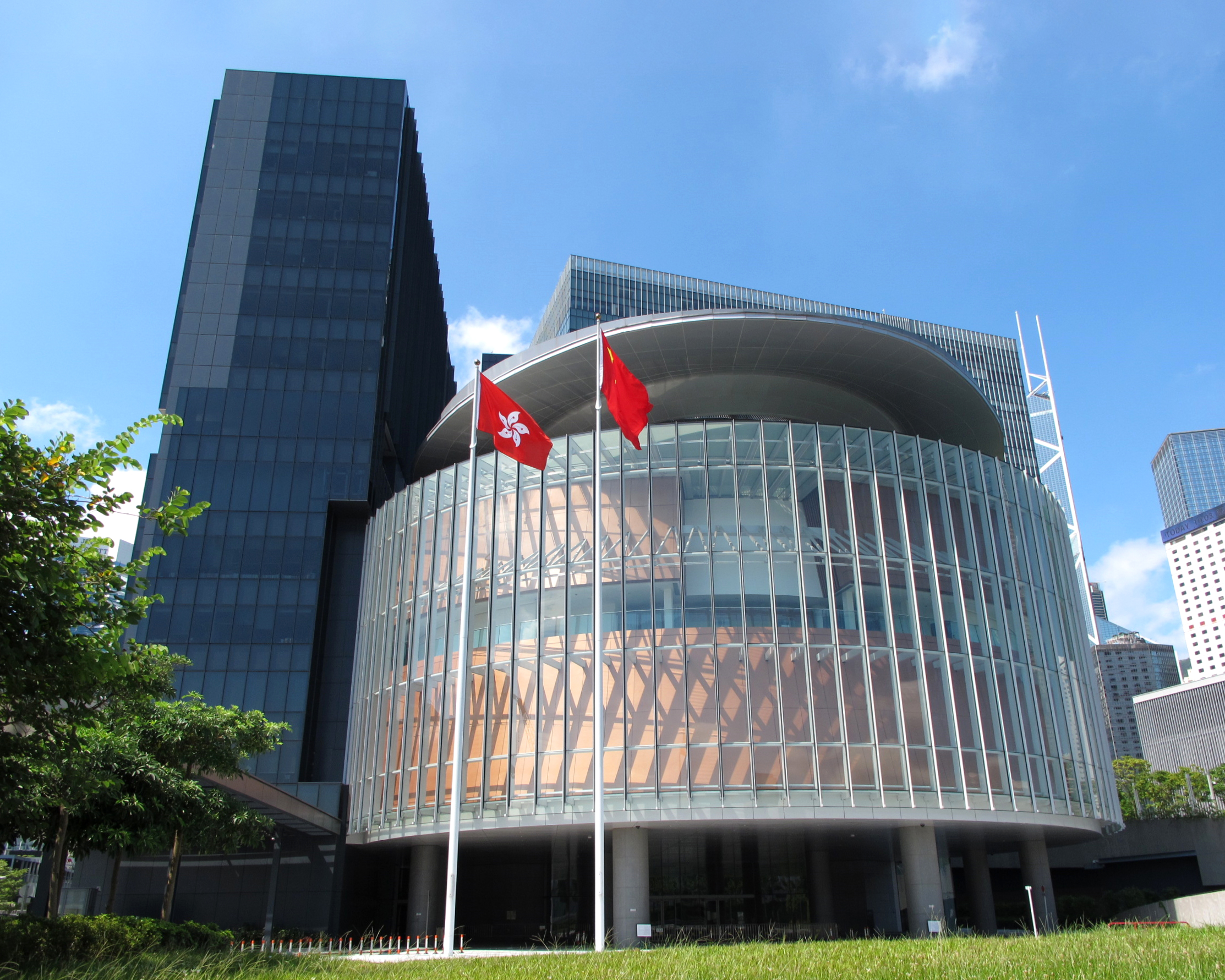
Complexe du Conseil législatif de Hong Kong.